# يو شيروتا
يو شيروتا هو ممثل ومغنٍ ياباني إسباني. ولد يوم 26 ديسمبر 1985 في طوكيو لأب ياباني وأم إسبانية. بدأ التمثيل في سنة 2002 ومثل في مسلسل روكيس. هو أيضاً عضو سابق في فرقة دي بويس.

## روابط خارجية
- يو شيروتا على موقع IMDb (الإنجليزية)
- يو شيروتا على موقع ميوزك برينز (الإنجليزية)
- يو شيروتا على موقع قاعدة بيانات الفيلم (الإنجليزية)